# Promachus inornatus
Promachus inornatus är en tvåvingeart som beskrevs av Wulp 1872. Promachus inornatus ingår i släktet Promachus och familjen rovflugor. Inga underarter finns listade i Catalogue of Life.